# Mohyla Milana Rastislava Štefánika
Mohyla Milana Rastislava Štefánika se nachází na vrchu Bradlo v Myjavské pahorkatině. Mohyla se nachází na vrchu Bradlo dominující krajině svojí nadmořskou výškou 543 metrů, nad silnicí mezi městem Brezová pod Bradlom a Košariskami v katastrálním území obce Priepasné.

## Historie
Generál Štefánik tragicky zahynul 4. května 1919 při letecké havárii a o týden později ho pohřbili spolu s italskou posádkou jeho letadla poblíž jeho rodných Košarisek na Bradle. Pět let po jeho smrti byl položen základní kámen památníku navrženého architektem Dušanem Jurkovičem. Mohyla byla dokončena v září 1928.

## Popis
Charakteristická bíle se skvoucí terasovitá stavba představuje typickou čistotu architektonického projevu Dušana Jurkoviče. Celá stavba je postavená z travertinových bloků. Z celého pomníku je krásný výhled do kopanického kraje. Celá mohyla byla restaurována v letech 1995–1996. Čelní a boční schodiště vedou k samotnému náhrobku, na jehož stěnách jsou v pořadí jih – východ – sever – západ umístěné čtyři nápisy:
1. Čs. minister a generál dr. Milan R. Štefánik  21. júla 1880 4. mája 1919
2. Zahynul pádom lietadla dňa 4. mája 1919 pri Bratislave
3. S ním kráľ. taliansky serg. U. Merlino a sol. G. Aggiunti
4. Veľkému synovi oslobodený národ československý

## Přístup
Z města Brezová pod Bradlem vede označená asfaltová silnice téměř k památníku, kde se nachází záchytné parkoviště. Turistická stezka z města má červenou barvu (Štefánikova magistrála) se zelenou odbočkou na Bradlo. Z Košarisek žlutá barva potom zelená.